# Desmoptera
Desmoptera is een geslacht van rechtvleugeligen uit de familie Pyrgomorphidae. De wetenschappelijke naam van dit geslacht is voor het eerst geldig gepubliceerd in 1884 door Bolívar.

## Soorten
Het geslacht Desmoptera omvat de volgende soorten:
- Desmoptera analis Ramme, 1941
- Desmoptera irianica Kevan, 1982
- Desmoptera judicata Bolívar, 1884
- Desmoptera novaeguineae Haan, 1842
- Desmoptera truncatipennis Sjöstedt, 1920
- Desmoptera degenerata Brunner von Wattenwyl, 1898